# (128327) Ericcarranza
(128327) Ericcarranza est un astéroïde de la ceinture principale, de la famille de Hungaria.

## Description
(128327) Ericcarranza est un astéroïde de la ceinture principale, de la famille de Hungaria. Il présente une orbite caractérisée par un demi-grand axe de 1,96 UA, une excentricité de 0,04 et une inclinaison de 21,7° par rapport à l'écliptique.
Il est nommé d'après un contributeur de la mission OSIRIS-REx dont l'objet est l'étude de l'astéroïde (101955) Bénou.